# Diana Gansky
Diana Gansky (República Democrática Alemana, 14 de diciembre de 1963) fue una atleta alemana, especializada en la prueba de lanzamiento de disco en la que llegó a ser subcampeona mundial en 1987.

## Carrera deportiva
Eel Mundial de Roma 1987 ganó la medalla de plata en el lanzamiento de disco, llegando hasta los 70.12 metros, quedando tras su compatriota la también alemana Martina Hellmann (oro con 71.62 metros batiendo el récord de los campeonatos) y por delante de la búlgara Tsvetanka Khristova, bronce con 68.82 metros.
Al año siguiente, en los JJ. OO. de Seúl 1988 volvió a ganar la medalla de plata en la misma prueba.